# Albarola
L'Albarola è un vitigno a bacca bianca molto diffuso in Liguria nella zona delle Cinque Terre ed in Toscana. Presenta molte affinità con la Bianchetta Genovese, vitigno autoctone ligure, tanto che si pensa che si tratti della stessa uva chiamata con due nomi diversi, tesi supportata anche da analisi di laboratorio condotte sul DNA delle piante.

## Caratteristiche
La pianta ha foglia medio-piccola, pentagonale o orbicolare, intera o trilobata. Il grappolo medio o medio-piccolo, cilindrico o conico, spesso con 2-3 ali, compatto e con punta frequentemente arcata. Gli acini sono medio-piccoli, ellissoidali, spesso deformati dalla compattezza del grappolo, con buccia pruinosa, sottile ma resistente, di colore bianco-verdastro o bianco giallastro. A causa del peculiare aspetto degli acini, che appaiono "calcati" tra di loro, il vitigno era anticamente conosciuto col nome di Calcatella. Predilige un clima fresco e zone ben esposte ed arieggiate; si adatta facilmente a sistemi di allevamento tradizionali o a controspalliera e vuole potatura corta o mista. La produzione risulta abbondante e costante.

## Vino
L'uva produce un vino bianco dal delicato colore giallo paglierino, con riflessi verdognoli, dal profumo accentuato di erba di campo. Non viene tuttavia quasi mai vinificata in purezza, ma fa parte di numerose denominazioni liguri molto famose come il Cinque Terre e  denominazioni toscane come il fosdinovese Vino Bianco IGT Toscana.